# Harold Lloyd (piłkarz)
Harold Lloyd (ur. ? – zm. ?) – argentyński piłkarz, grający podczas kariery na pozycji pomocnika.

## Kariera klubowa
Harold Lloyd podczas kariery występował w Quilmes.

## Kariera reprezentacyjna
W reprezentacji Argentyny Lloyd jedyny raz wystąpił 19 września 1909 w zremisowanym 2-2 meczu z Urugwajem, którego stawką była Copa Newton.